# Rally Costa de Almería de 2012

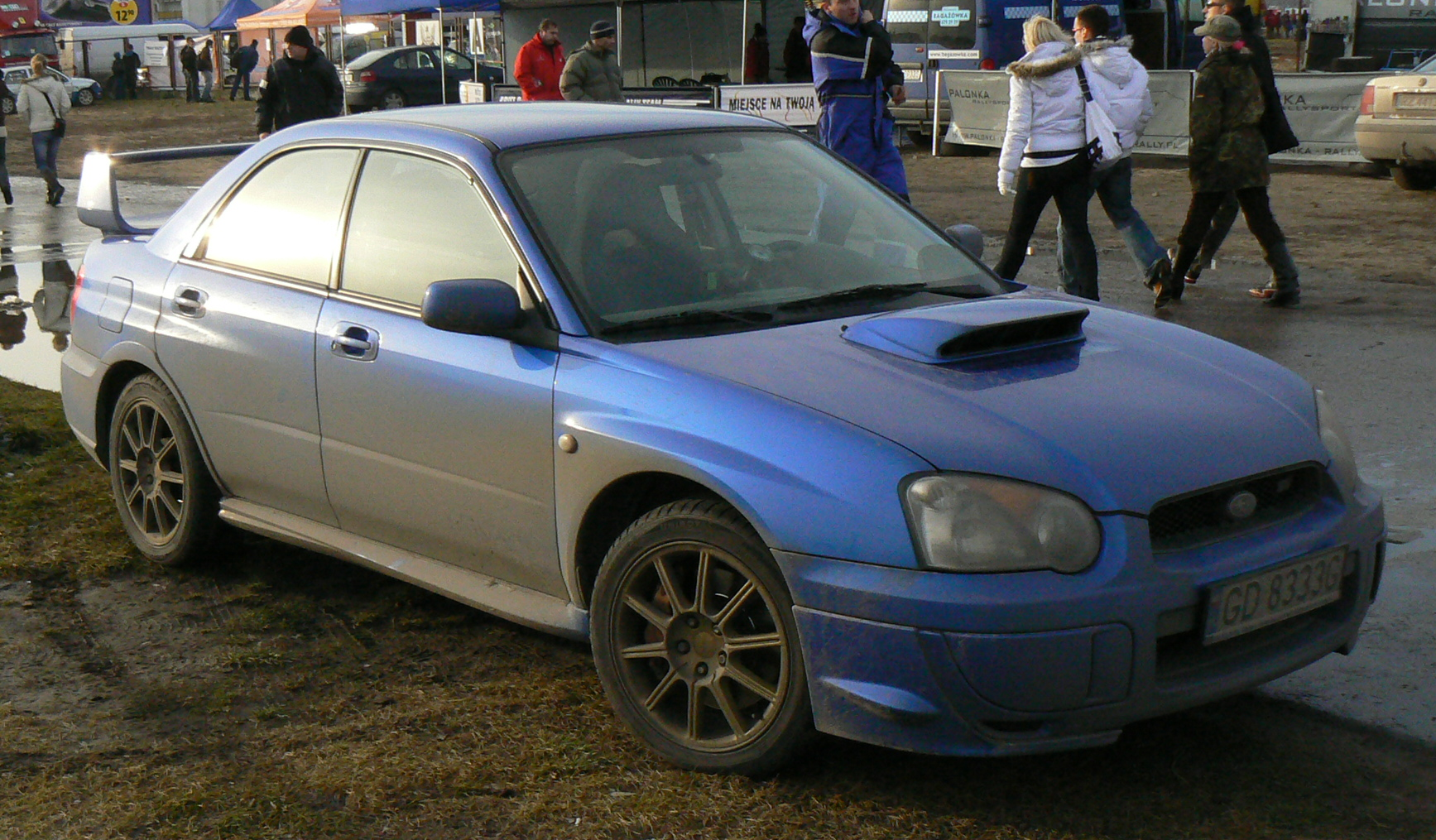
Subaru Impreza STi, similar al ganador de la prueba.

El Rally Costa de Almería de 2012 fue la 38.ª edición del citado rally, celebrado entre el 12 y el 13 de octubre de 2012 y contó con un itinerario de ocho tramos cronometrados sobre asfalto. Contó con un coeficiente 5, y se crearon dos etapas que nunca antes se habían disputado en este evento. Fue puntuable para el Campeonato de Andalucía de Rallyes de Asfalto.

## Itinerario
| Día    | Tramo | Nombre                                            | Distancia | Hora                                         | Ganador                                      | Tiempo                                       | Líder rally                                  |
| ------ | ----- | ------------------------------------------------- | --------- | -------------------------------------------- | -------------------------------------------- | -------------------------------------------- | -------------------------------------------- |
| Día 1  | TC1   | Ricaveral                                         | 12 km     |                                              | Juan Ángel Ruiz                              | 7:30,9                                       | Juan Ángel Ruiz                              |
| Día 1  | TC2   | Alhama de Almería A-391 El Marchal de Antón López | 11,5 km   |                                              | Juan Ángel Ruiz                              | 6:21,6                                       | Juan Ángel Ruiz                              |
| Día 1  | TC3   | Ricaveral                                         | 12 km     |                                              | Juan Ángel Ruiz                              | 7:32,5                                       | Juan Ángel Ruiz                              |
| Día 1  | TC4   | Alhama de Almería A-391 El Marchal de Antón López | 11,5 km   |                                              | Manuel Maldonado                             | 6:26,6                                       | Juan Ángel Ruiz                              |
| Día 2  | TC5   | Gérgal Olula de Castro                            | 11,7 km   | Anulado por fallo en las telecomunicaciones. | Anulado por fallo en las telecomunicaciones. | Anulado por fallo en las telecomunicaciones. | Anulado por fallo en las telecomunicaciones. |
| Día 2  | TC6   | Olula de Castro Castro de Filabres                | 11,9 km   |                                              | Juan Ángel Ruiz                              | 8:00,9                                       | Juan Ángel Ruiz                              |
| Día 2  | TC7   | Gérgal Olula de Castro                            | 11,7 km   |                                              | Juan Ángel Ruiz                              | 6:56,5                                       | Juan Ángel Ruiz                              |
| Día 2  | TC8   | Olula de Castro Castro de Filabres                | 11,9 km   |                                              | Juan Ángel Ruiz                              | 8:02,8                                       | Juan Ángel Ruiz                              |
| Fuente |       |                                                   |           |                                              |                                              |                                              |                                              |

## Clasificación final
| Pos.      | Piloto                         | Copiloto                       | Automóvil                | Tiempo    | Diferencia |
| --------- | ------------------------------ | ------------------------------ | ------------------------ | --------- | ---------- |
| 1.        | Juan Ángel Ruiz                | Sergio Martín Sáez             | Subaru Impreza STi       | 50:52,6   | 0,0        |
| 2.        | José María Zapata              | Arnoldo Rodríguez              | Fiat Punto S1600         | 51:58,7   | +1:06,1    |
| 3.        | Francisco Jiménez Bermúdez     | Alberto Chamorro               | Subaru Impreza           | 52:39,7   | +1:47,1    |
| 4.        | José Antonio Caballero Muñoz   | Víctor Barba                   | Mitsubishi Lancer Evo X  | 53:13,5   | +2:20,9    |
| 5.        | Pedro Cordero                  | José González Márquez          | Peugeot 206              | 53:18,3   | +2:25,7    |
| 6.        | David Francisco Martínez       | José Luis Rodríguez Salvador   | Renault Clio Williams    | 54:05,8   | +3:13,2    |
| 7.        | Francisco Molino Aporta        | Antonio Martín Sierra          | Peugeot 206              | 54:38,4   | +3:45,8    |
| 8.        | Germán Leal                    | David Ortega Díaz              | Suzuki Swift Sport       | 55:03,8   | +4:11,2    |
| 9.        | José Antonio Aznar             | José Crisanto Galán            | BMW 323i                 | 55:04,0   | +4:11,4    |
| 10.       | Luis García González           | Miguel A. Montoya              | Citroën Saxo VTS         | 57:04,4   | +6:11,8    |
| 11.       | José Miguel Moreno Moreno      | Francisco Dugo Rodríguez       | Peugeot 206 XS           | 59:17,6   | +8:25,0    |
| 12.       | Álvaro Amores                  | Javier Alcántara Pérez         | Peugeot 205 Rallye       | 1:00:13,7 | +9:21,1    |
| 13.       | Antonio Pérez Sánchez          | Álvaro Ruiz Valiente           | Citroën Saxo VTS         | 1:00:53,2 | +10:00,6   |
| 14.       | José Miguel López Mañas        | Francisco Javier Sánchez López | Citroën Saxo VTS         | 1:11:13,5 | +20:20,9   |
| Retirados |                                |                                |                          |           |            |
| Ret       | Javier Galán                   | Antonio Pérez Orellana         | Citroën Saxo Kit Car     |           |            |
| Ret       | Manuel Maldonado               | José García Ferri              | SEAT Córdoba WRC         |           |            |
| Ret       | Antonio Maldonado              | Juan Manuel Cruz               | Renault Mégane Coupé 16v |           |            |
| Ret       | Víctor Fernández Moreno        | Ángel Toro Camino              | Renault Clio             |           |            |
| Ret       | José Carlos Lirola             | Francisco Fuentes              | Citroën ZX               |           |            |
| Ret       | Fernando Fernández Marín       | Cristóbal Martín Fernández     | Renault Clio             |           |            |
| Ret       | Francisco Javier Martín Martín | Antonio Pérez Baeza            | Renault Clio Williams    |           |            |
| Ret       | Adolfo Olmedo Puertas          | Pablo Moreno García            | SEAT Ibiza 1.8T          |           |            |
| Ret       | Nicolás Zaragoza               | Sergio Rodríguez Delgado       | Peugeot 205 GTI          |           |            |
| Fuente    |                                |                                |                          |           |            |